# Spauregg

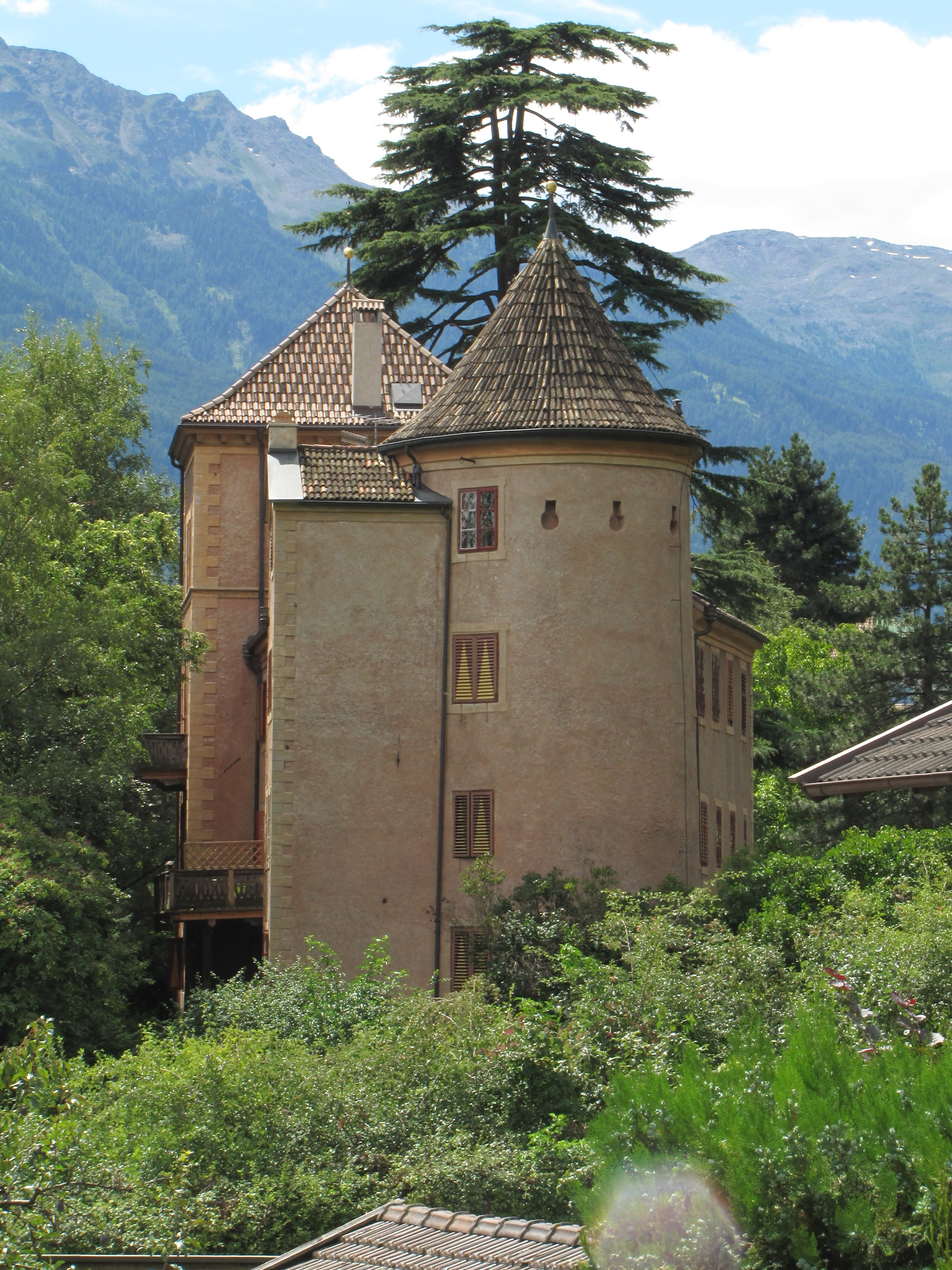
Spauregg

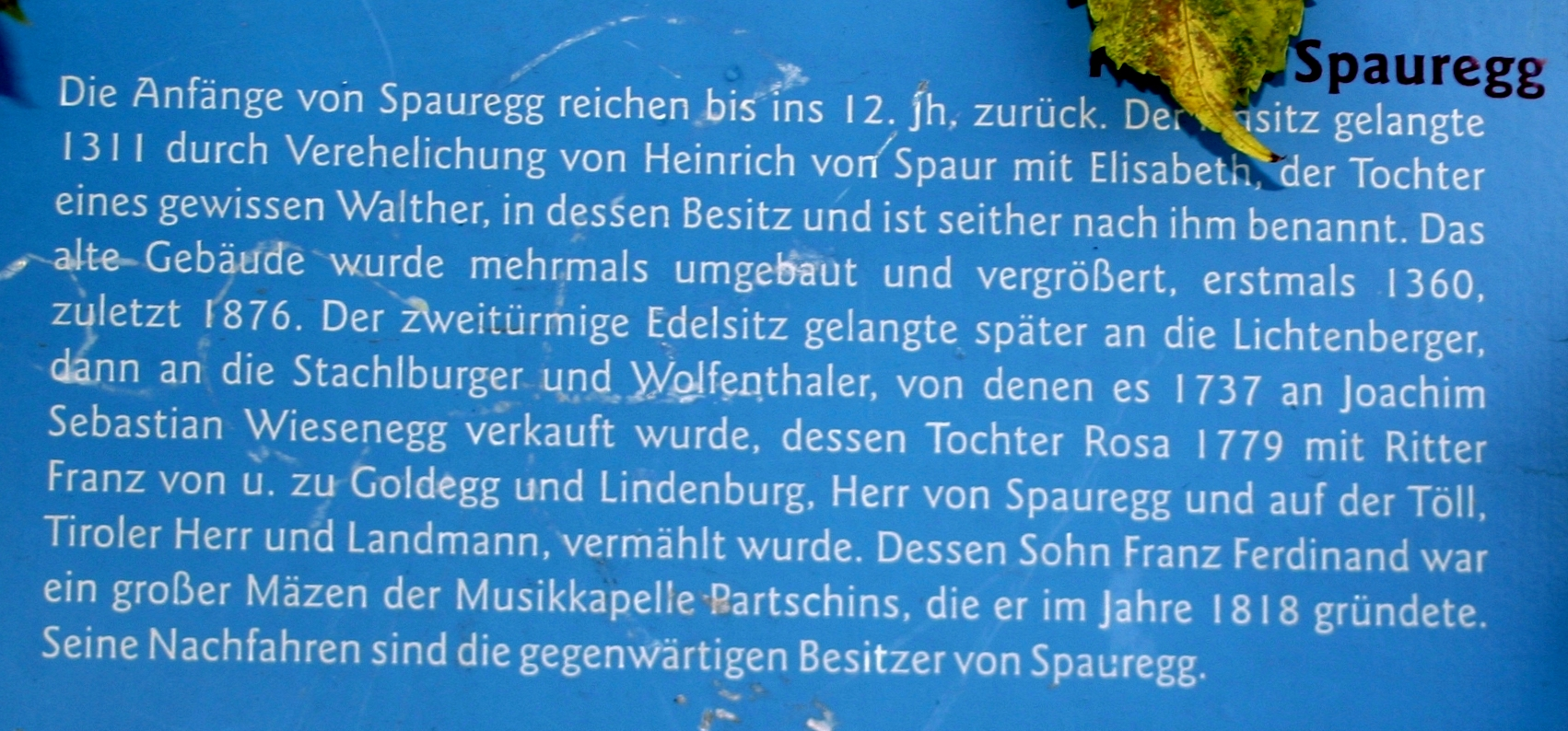
Infotafel

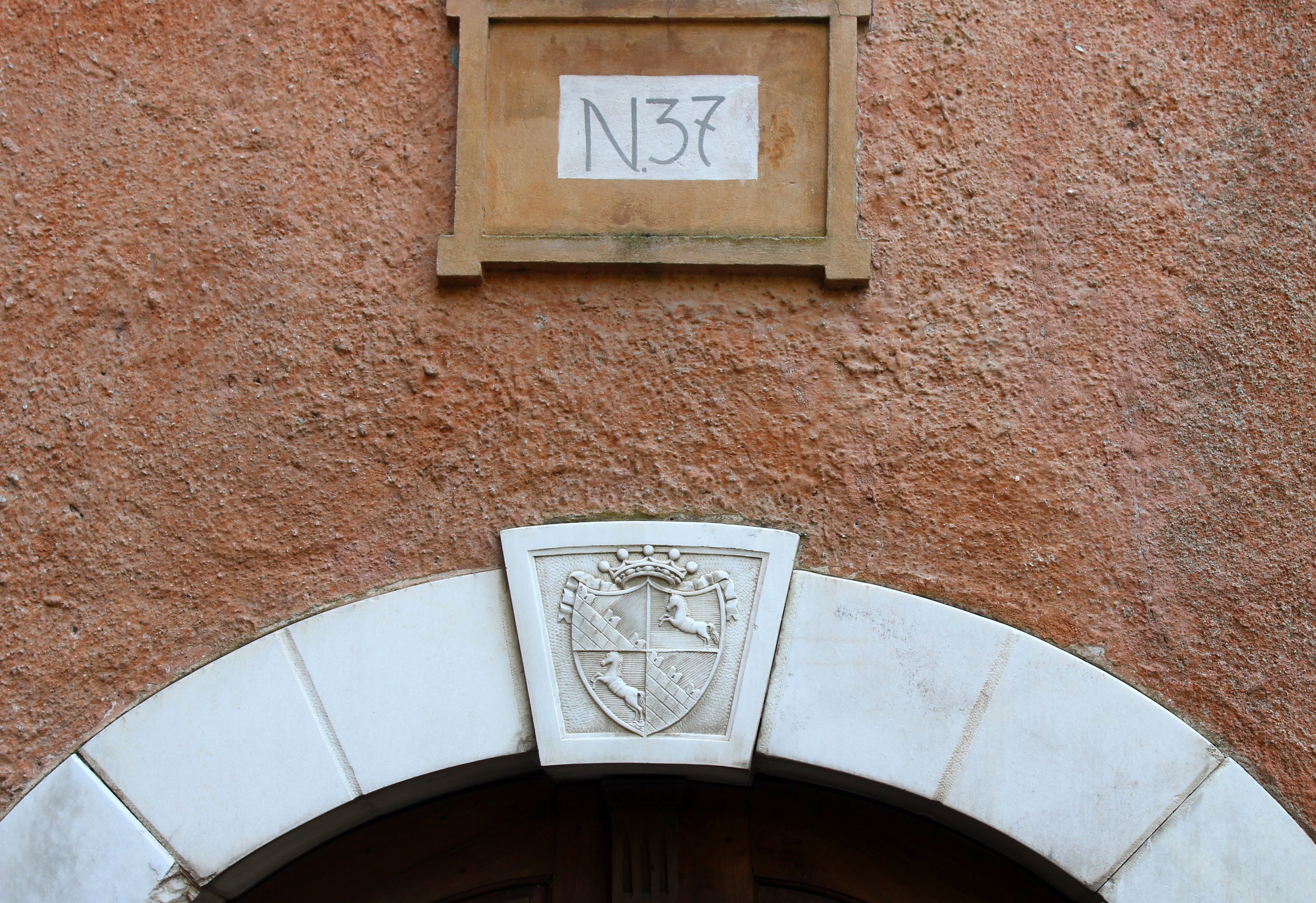
Wappen der von Goldegg am Westportal

Der Ansitz Spauregg ist ein denkmalgeschütztes Gebäude in Partschins.

## Geschichte
Als erster Besitzer erscheint ein gewisser Walter, dessen Erbentochter Elisabeth sich 1311 mit Heinrich de Sporo vermählte. Die ältere Linie der Herren von Spaur (Sporo) von dem sich der Name des Anwesens ableitet stammten ursprünglich aus dem Nonstal. 1360 wurde das Gebäude im größeren Maßen umgebaut. 1371 ist das Geschlecht mit Hans von Spaur, Besitzer einer Taranthube zu Partschins, im Mannesstamm erloschen. Die Güter in Partschins kamen 1369 durch Kunella von Spaur an die Lichtenberger, später an die von Stachlburg, in der Folge an Josef Wolf zu Wolfsthal, 1737 an die Wiesenegg zu Hurlach und durch Erbschaft an die von Goldegg zu Lindenburg. Hugo von Goldegg erbte den Hof von seinem Neffen, Franz Ritter von  Goldegg (1794–1874) und errichtete eine landwirtschaftliche Versuchsanstalt. Nach dem Tod von Hugo von Goldegg konnten Kredite nicht zurückgezahlt werden und das Gut wurde im April 1906 versteigert. Auch danach blieb es bis heute (2019) im Familienbesitz.